# Скоростной автобусный транспорт
Скоростной автобус, также метро́бус (англ. Bus rapid transit, BRT) — способ организации автобусного (или троллейбусного) сообщения, отличающийся более высокими эксплуатационными характеристиками по сравнению с обычными автобусными маршрутами (скорость, надёжность, провозная способность). По некоторым параметрам (в частности, по скорости) системы скоростного автобусного транспорта сравнимы с системами легкорельсового транспорта (скоростного трамвая).

## Особенности
От обычных систем автобусного транспорта, скоростные системы отличаются одной или несколькими особенностями.
- Трассы проходят по выделенным полосам (полностью или большей частью). На перекрёстках автобусы имеют преимущества;
- Часто используются нестандартные автобусы, например сочленённые многосекционные;
- На некоторых системах остановки напоминают станции рельсового транспорта: они закрыты со всех сторон, имеют билетные и справочные кассы, оборудованы турникетами (что способствует более быстрой посадке пассажиров в автобус, поскольку проверка и покупка билетов осуществляется до посадки в автобус);
- На некоторых системах используются направляемые автобусы.

## Распространение
Системы подобного типа пользуются наибольшей популярностью в Южной и Северной Америке.
Одной из первых систем была Rede Integrada de Transporte, функционирующая в бразильской Куритибе с 1980-х годов.
С 2000 года в колумбийской Боготе работает система TransMilenio, состоящая из девяти линий.
Подобные системы действуют во многих других городах Южной Америки: в Аргентине — «Метробус Буэнос-Айреса».
Примерами скоростных автобусных линий в США являются «Серебряная линия» (Silver Line, по сути является троллейбусной) в Бостоне и «Оранжевая линия» (Orange Line) в Лос-Анджелесе.
В Оттаве скоростные автобусы широко распространены в начале 2000-х, однако примерно с 2020 года производится их постепенная замена на строящиеся линии лёгкого метро O-Train.
В Израиле, городе Хайфа, действует система общественного транспорта «Метронит», также представляющая собой разновидность скоростного автобуса. Четыре автобусных маршрута в Иерусалиме работают по системе скоростного автобусного движения, а именно, маршруты 71, 72, 74, 75. Планируется перевод одной из линий на легкорельсовый транспорт.
В Европе и Азии также имеются примеры скоростных автобусных линий. Так, метробус чрезвычайно популярен в многомиллионном Стамбуле, где имеется несколько выделенных линий движения этого вида городского транспорта.
В России система скоростного автобусного движения строится в Белгороде. Обсуждается строительство систем BRT в Москве, Воронеже, Казани, Липецке, Уфе, Волгограде, Челябинске, Ростове-на-Донуи Самаре. 
На территории Украины планируется строительство системы BRT в Киеве.
В Эстонии обсуждается строительство системы BRT в Таллине.
В Казахстане линия BRT работает в городе Алматы, обсуждается строительство BRT в Усть-Каменогорске, Астане.
В Узбекистане обсуждается возможность строительства BRT в Ташкенте.
В Киргизии обсуждается возможность строительства BRT в Бишкеке.
В Латвии обсуждается возможность строительства BRT в Риге.

## Эффективность

### Сравнение с легкорельсовым транспортом
После открытия первой системы метробуса (скоростного автобуса) в 1974 году, города не спешили внедрять метробус, поскольку считали, что пропускная способность линий системы скоростного автобуса ограничена примерно 12 000 пассажирами в час, перемещаемыми в одном направлении, в период час пик. В то время как подобная пропускная способность редко требовалась в США (пассажиропоток в 12 000 человек обычно там был распространён в качестве общего дневного), однако в развивающемся мире это ограничение пропускной способности было существенным аргументом в пользу инвестиций в тяжёлые железнодорожные подземные метрополитены.
После открытия TransMilenio в 2000 году, эта система изменила ранее господствовавшие представления об пропускной способности этого вида транспорта, нововведения этой системы предоставили автобусам дополнительную полосу на каждом остановочном комплексе и ввели экспресс-услуги в рамках инфраструктуры системы метробуса. Это позволило увеличить максимальную достигнутую пропускную способность системы скоростного автобуса до 35 000 пассажиров в час. Для сравнения, легкорельсовый транспорт имеет пропускные способности от 3500 чел/час (на совмещённых линиях) до 19 000 чел/час (во внеуличных линиях). «Из этого следует … , что существует мало доказательств в поддержку гипотезы о том, что [легкорельсовый транспорт (скоростного трамвая, лёгкого метро)] может перевозить больше, чем автобусные маршруты». Условия, при которых скоростной автобус будет иметь преимущество над другими видами, довольно трудно достижимы. Для выполнения этих условий вам понадобится коридор с одной доступной полосой движения в каждом направлении, более 16 000 пассажиров в час, но менее 20 000, и значительный размер квартала, потому что подвижной состав не должен блокировать перекрёстки. Соблюдение этих условий довольно редки, но в этом случае их несоблюдения легкорельсовый транспорт будет иметь значительное эксплуатационное преимущество. Однако, «… любые представления о преимуществах [легкорельсового транспорта (скоростного трамвая, лёгкого метро)] по сравнению с метробусом являются в первую очередь эстетическими и политическими, а не техническими … из-за воспринимаемого ограничения пропускной способности метробуса в настоящее время в США нет случаев, когда [лёгкорельсовому транспорту] нужно было бы отдавать бо́льшее предпочтение, нежели метробусу».

### Сравнение с обычными автобусными перевозками
Обычные регулярные автобусные маршруты используют общие полосы движения, перемещение по которым из-за пробок затруднено, от этого скорость автобусных перевозок снижается из-за длительного времени ожидания.
В 2013 году власти Нью-Йорка отметили, что автобусы на 34-й улице, которые перевозили 33 000 пассажиров в день по местным и экспресс-маршрутам, перемещались со скоростью 4,5 мили в час (7,2 км/ч), что лишь немногим быстрее, чем обычная ходьба. Даже несмотря на внедрение системы «Select Bus Service» (Нью-Йоркская версия системы быстрого транзита автобусов), выделенные автобусные полосы и дорожные камеры в коридоре 34-й улицы, автобусы по коридору по-прежнему перемещались в среднем на 4,5 мили в час.
В 1960-х годах исследователь Reuben Smeed предсказал, что средняя скорость движения в центре Лондона составит 9 миль в час (14 км/ч), он посчитал, что это минимальная скорость, которую люди будут терпеть, исключая такие факторы, как цена проезда. Когда в 2003 году в Лондоне была введена плата за въезд в центр Лондона, средняя скорость движения действительно составила 14 км/ч (8,7 миль в час), что было самой высокой скоростью с 1970-х годов. Для сравнения, типичные скорости метробуса варьируются от 27 до 48 км/ч (17 до 30 миль в час).

## Стоимость
Капитальные затраты на внедрение скоростного автобуса ниже, чем для легкорельсового транспорта. Проведённое в 2000 году Управлением по вопросам подотчетности правительства Соединённых Штатов исследование показало, что средняя капитальная стоимость одной мили автобусного сообщения составляет 13,5 млн долларов США, а средняя стоимость легкорельсового транспорта — 34,8 млн долларов США. однако общий объём инвестиций значительно варьируется в зависимости от таких факторов, как стоимость дорожного полотна, количество классов разделения, станционные конструкции, системы светофоров и транспортные средства.
Расходы на эксплуатацию системы метробуса, как правило, ниже, чем на легкорельсовом транспорте, хотя данные для точного сравнения средних цен сильно варьируется, и затраты на рабочую силу в значительной степени зависят от уровня заработной платы, которая варьируется между странами. При одинаковом уровне пассажиропотока и спроса более высокие затраты на рабочую силу в развитых странах по сравнению с развивающимися странами, как правило, побуждают операторов транзита развитых стран отдавать предпочтение более длинным составам и меньшей частоты рейсов. Это позволяет достичь той же производительности при минимизации количества водителей. Но это может привести к таким последствиям, как значительно более редкие рейсы и более длительное время ожидания для пассажиров на маршрутах с более низким спросом. В развивающемся мире преимущества метробуса в эксплуатационных расходах по сравнению с лёгким железнодорожным транспортом или трамваем намного больше из-за более низкой заработной платы. В исследовании, проведённом GAO, системы метробуса обычно имели более низкие затраты, основанные на «эксплуатационных расходах на час работы транспортного средства», «эксплуатационных расходах на милю» и «эксплуатационных расходах на пассажира», главным образом из-за более низкой стоимости транспортного средства и более низкой стоимости инфраструктуры. Начальные капитальные затраты на дизельные метробусы также значительно ниже, чем на метротроллейбусную систему.
Сторонники легкорельсового транспорта утверждают, что эксплуатационные расходы метробуса не обязательно ниже, чем на легкорельсовом транспорте. Типично более большие составы легкорельсового транспорта пользуются снижением стоимости обслуживания в расчёте на одного пассажира, и при этом удельные капитальные затраты в расчёте на одного пассажира могут быть более низки, чем у скоростного автобуса. Кроме того, легкорельсовые транспортные средства доказали свою надёжность в течение длительного срока эксплуатации, около сорока лет или даже более, в отличие от автобусов, которые подлежат замене уже менее чем через двадцать лет эксплуатации.
Системы легкорельсового транспорта преимущественно работают частично под землей, что дает право свободного проезда и гораздо более быстрого движения по сравнению с требующей прохождения светофоров, необходимых в системе поверхностного уровня. Подземный скоростной автобус, предложенный ещё в 1954 году, является редким и дорогим, поскольку большинство автобусов работают на дизельном топливе, качество воздуха может стать серьёзной проблемой в туннелях, но транзитный туннель в центре Сиэтла является примером использования гибридных автобусов, которые переключаются на воздушные электрические двигатели, пока они находятся под землёй, тем самым устраняя выбросы продуктов горения дизельного топлива в воздух и уменьшая его потребление. Альтернативой является надземная автобусная дорога (эстакада), которая также является дорогостоящей. Стремление к разделению транспортных потоков указывает на то, что рельсовая альтернатива может быть лучше.

## Критика
Системы метробуса широко пропагандируются неправительственными организациями, такими как финансируемая Shell программа EMBARQ, Фонд Рокфеллера и Институт политики в области транспорта и развития (ITDP), в число консультантов которого входит бывший мэр Боготы (Колумбия) Энрике Пеналоса (бывший президент ITDP).
При поддержке компаний, производящих автобусы, таких как Volvo, ITDP не только установил предлагаемый «стандарт» для внедрения системы скоростной автобус, но и разработал интенсивные лоббистские мероприятия по всему миру, чтобы убедить местные органы власти выбрать системы скоростной автобус вместо моделей железнодорожных перевозок (метро, лёгкие поезда и т. д.).

### Экологические проблемы
В отличие от электропоездов, обычно используемых в системах скоростного и легкого железнодорожного транспорта, в автобусном скоростном транспорте часто используются дизельные или бензиновые двигатели. Типичный дизельный двигатель автобуса вызывает заметные уровни загрязнения воздуха, шума и вибрации. Однако отмечается, что скоростной автобус все ещё может обеспечить значительные экологические преимущества по сравнению с частными автомобилями. Кроме того, системы типа метробус могут заменить неэффективную обычную автобусную сеть на более эффективные, более быстрые и менее загрязняющие шины скоростной автобус. Например, в городе Богота ранее использовалось 2700 обычных автобусов, обеспечивающих перевозку до 1,6 миллиона пассажиров ежедневно, в то время как в 2013 году TransMilenio перевез 1,9 миллиона пассажиров, используя только 630 метробусов, парк, который занимает менее четверти по сравнению со старым парком, циркулирующий с удвоенной скоростью и огромным снижением загрязнения воздуха.
Для сокращения прямых выбросов некоторые системы используют альтернативные формы тяги, такие как электрические или гибридные двигатели. По примеру Пекина и Кито. Системы метробуса могут использовать троллейбусы для снижения уровня загрязнения воздуха и шумовых выбросов. Цена установки контактных линий может быть компенсирована экологическими выгодами и потенциалом экономии от централизованного производства электроэнергии, особенно в городах, где электроэнергия дешевле, чем другие источники топлива. Троллейбусные электрические системы могут быть потенциально повторно использованы для будущего преобразования в легкорельсовые системы. Автобусы TransJakarta, используют более чистые двигатели, работающие на сжатом природном газе. В то же время в Боготе гибридные автобусы стали использовать в 2012 году: они используют рекуперативное торможение для зарядки батарей, когда автобус останавливается, а затем используют электродвигатели для разгона автобуса до 40 км/ч, скорость, при которой обычный дизельный двигатель запускается автоматически, со значительной экономией расхода топлива и рассеивания загрязняющих веществ. Кроме того, срок службы отдельных автобусов, как правило, короче их железнодорожных аналогов, что потенциально делает систему скоростной автобус более дорогой для эксплуатации в долгосрочной перспективе.

### Переполненность и низкое качество обслуживания
Многие системы метробуса страдают от переполненности автобусов и станций, а также от длительного ожидания автобусов. В Сантьяго средняя вместимость составляет шесть пассажиров на квадратный метр внутри транспортных средств. Пользователи сообщают о днях, когда автобусы прибывают слишком долго и обычно слишком переполнены, чтобы принять новых пассажиров. По состоянию на июнь 2017 года система получила лишь 15 % одобрения от пользователей, при этом 27 % пассажиров перешли к преимущественному использованию автомобилей.
В Боготе перенаселенность ещё сильнее: средний показатель Трансмиленио составляет восемь пассажиров на квадратный метр и только 29 % чувствуют себя удовлетворенными системой. Данные также показывают, что только 23 % граждан согласны со строительством новых линий TransMilenio, а 42 %, считают, что должна быть построена рельсовая система быстрого транзита. Несколько случаев сексуального насилия были зарегистрированы женщинами-пользователями в Трансмиленио. Согласно опросу 2012 года, проведенному секретарем женщины Боготы, 64 % женщин заявили, что они были жертвами сексуального насилия в системе. Эта система даже была причислена к наиболее опасным транспортным средствам для женщин. Плохое качество системы привело к увеличению количества автомобилей и мотоциклов в городе, граждане предпочитают эти транспортные средства системе TransMilenio. По официальным данным количество автомобилей увеличилось примерно с 666000 в 2005 году до 1586700 в 2016 году; количество мотоциклов также растет, 660000 были проданы в Боготе в 2013 году, что в два раза больше количества проданных автомобилей.
В Джакарте были также сообщения о переполненности автобусов и станций, низкой частоте маршрутов и многих случаях сексуальных домогательств, а также о проблемах с автобусами, которые горят сами по себе. Качество обслуживания настолько плохое, что в 2015 году губернатор Джакарты извинился за него.

### Неудачи и переходы на другие системы
Основная критика метробуса заключается в том, что эта система неспособна справиться с задачей эффективной и быстрой перевозки потока пассажиров по выделенным автобусным полосам. Непопулярность Делийского метробуса и рост беспорядков и спонтанных демонстраций пользователей в Боготе вызывают сомнения в способности метробуса решать такие проблемы, как пробки, вызванные выделенными полосами движения. Переполненные станции и транспортные средства линий метробуса могут не успевать за ростом пассажиропотока, и в конечном итоге может потребоваться их замена рельсовыми системами большой вместимости.
Отсутствие постоянства и регулярности обслуживания на линиях метробуса также подвергалось критике, причем некоторые утверждали, что создание линий метробуса могут использовать в качестве оправдания строительства дорог, которые затем пытаются преобразовать для использования обычными транспортными средствами, не являющимися метробусами. Примеры этого можно найти в Дели, где система метробуса была отменена, и в Аспене, штат Колорадо, где водители лоббируют решения в правительстве, чтобы разрешить с 2017 года использование смешанного трафика на бывших полосах метробуса. Точно так же Белфастская Торгово-промышленная палата призвала к тому, чтобы автобусные полосы были отменены в некоторых районах города «в качестве эксперимента». Бангкок также планировал отказаться от полос только для автобусов, начиная с 2017 года. В Новом Орлеане автобусы на Канал-стрит следовали с правом приоритета ещё с 1960-х годов. Этот приоритет сохранялся до 2004 года, когда трамвай был восстановлен на этом 4-мильном (6,4 км) сегменте маршрута. Это представление о ненадёжности сделало линии скоростного автобуса значительно менее привлекательными для застройщиков, чем железнодорожные линии.
Эксперты также связывают отказ от линий метробуса со структурой землепользования. Города, которые разрослись и не имеют земель для смешанного использования, а также низкое качество управления не способствует тому чтобы сделать метробус экономически жизнеспособным. В Африке «Африканский институт городов» подверг критике жизнеспособность существующих метробусов по всему континенту.

### Замена метробуса системами повышенной пропускной способности
Хотя оранжевая линия метро Лос-Анджелеса иногда приводится в качестве примера успешной североамериканской линии метробуса, как раз сам этот успех и привел к её переполненности и, вследствие этого, долгосрочным планам заменить её железнодорожной линией. Проблема замены существующего коридора метробуса железнодорожной линией заключается в том, что во время строительства перебои в обслуживании неизбежны, и это отсутствие надежности может повредить пассажиропотоку.